# Donatien de Rochambeau
Pour les articles homonymes, voir Rochambeau (homonymie).
Donatien-Marie-Joseph de Vimeur, vicomte de Rochambeau, né le 7 avril 1755 à Paris et mort le 20 octobre 1813 à Leipzig (Allemagne), est un général français.
Il est le fils de Jean Baptiste Donatien de Vimeur de Rochambeau, vainqueur de Yorktown, et de Jeanne Thérèse Tellez d'Acosta. Il sert pendant la révolution américaine en tant qu'aide de camp de son père, dont il est le messager personnel auprès du roi Louis XVI et commande un bataillon de grenadiers qui délogera le général anglais Cornwallis de son camp de Pigeon's Hill, l'obligeant à se réfugier à Yorktown où il sera assiégé.

## Biographie
Lieutenant en second au régiment d'artillerie de Besançon le 5 août 1769, il devient aide-major surnuméraire le 24 mars 1772, au régiment d'Auvergne. Le 28 juillet 1773, il prend rang de capitaine et le 24 mars 1774, il est nommé aide-major surnuméraire sans appointements au régiment de Damas dragons, puis il est réformé le 13 juin 1776. Colonel en second du régiment de Bourbonnais-infanterie le 22 janvier 1779, il embarque avec son père pour l'Amérique en 1780. Il se trouve au siège de Yorktown où il commande un bataillon de grenadiers qui force Lord Cornwallis à abandonner les redoutes et son camp de Pigeonshill. Il obtient à cette occasion l'espérance d'un régiment sans être assujetti à l'ancienneté de 6 ans de commission de colonel le 5 décembre 1781. Le 11 novembre 1782 il prend le commandement du régiment de Saintonge, et rentre en France avec son régiment et débarque à Brest le 12 juin 1783. Le 1er juillet 1783 Donatien-Marie-Joseph de Rochambeau devient colonel du régiment Royal-Auvergne, qui devient 18e régiment d'infanterie de ligne, et le reste jusqu'en 1791. Il est fait chevalier de Saint-Louis avec une pension de 4 000 livres à compter du 5 août 1783. Il est promu maréchal de camp le 30 juin 1791, dans la 1re division militaire.

### Départ pour la Martinique puis Saint-Domingue (avril-octobre 1792)
Depuis 1789, la Martinique est déchirée entre le pouvoir officiel révolutionnaire qui évoluera graduellement vers la mise en question de l'esclavage, les Pierrotains soutenus par la Guadeloupe et les planteurs, partisans de l'esclavage et de la royauté. Rochambeau est acquis à la Révolution française qui l'envoie comme commandant des Îles du Vent. Ainsi, lorsque le 4 avril 1792 l'Assemblée nationale adopte la Loi relative aux colonies et aux moyens d’y apaiser les troubles qui élève au rang de citoyen tout homme de couleur et ainsi que tout noir affranchi, elle envoie trois commissaires aux Îles du Vent pour faire appliquer cette loi. Léger-Félicité Sonthonax et Étienne Polverel sont envoyés à Saint-Domingue, Rochambeau est désigné pour la Martinique.
L'Assemblée coloniale de la Martinique emmenée par Louis-François Dubuc, l'homme fort de l'île, s'oppose par la force au débarquement de Rochambeau et ses hommes arrivés en rade de Fort-Royal en septembre 1792. L'escadre doit quitter Fort-Royal et se diriger vers Saint-Domingue. Les commissaires civils de Saint-Domingue, Sonthonax et Polverel, le nomment alors gouverneur général de cette île le 21 octobre 1792. À ce titre, il participe aux combats contre les esclaves révoltés.

### Gouverneur de la Martinique (1792-1794)
En octobre 1792, quand la nouvelle de la suspension du roi par l’Assemblée nationale (le 10 août) parvient en Martinique, l'Assemblée coloniale entre en dissidence ouverte. Les républicains abandonnent la colonie et se réfugient à l'île anglaise de la Dominique. Le 1er décembre 1792 arrive le capitaine de vaisseau Lacrosse chargé par la Convention de faire respecter le pouvoir de la République ; la guerre éclate. Lacrosse se rend à Sainte-Lucie d'où il organise une véritable campagne de propagande en faveur de la cause républicaine qui porte ses fruits. Ville par ville, la Martinique se rallie et l'Assemblée coloniale doit s'incliner et reconnaître la République le 9 janvier 1793.
Rochambeau revient à la Martinique le 3 février 1793 prendre son poste de gouverneur. Il s'installe à Fort-Royal (actuelle Fort-de-France), qu'il rebaptise Fort-République ou République-ville, et dissout l'Assemblée coloniale. Il ferme tous les ports de la Martinique au profit de Saint-Pierre. Le 2 juillet 1793, il applique la loi concernant les biens des émigrés pour proclamer la « mise sous séquestre de tous les biens appartenant » aux colons qui avaient pris les armes contre la République et avaient fui dans les Antilles anglaises. Cette attitude rigoriste écarte du régime de nombreux planteurs qui étaient disposés à se rallier à la République. Certains émigrent et vont renforcer le parti des royalistes émigrés à Trinidad.

### Blocus anglais de la Martinique et retour en France
Ces émigrés tentent avec l'appui des Britanniques de reprendre la Martinique. Une première flotte britannique se présente le 7 mai 1793 devant Case-Navire, mais son action mal coordonnée n'aboutit pas. Rochambeau prend des mesures d'exception. Il embauche un grand nombre de gens de couleur dans son armée et même d'esclaves noirs qu'il promet d'affranchir. Cependant, en février 1794, la flotte britannique revient en force, 16 000 hommes sous les ordres du lieutenant-général Grey, et fait le blocus de la Martinique. Saint-Pierre est prise par les Britanniques le 16 février, sans que l'abolition de l'esclavage décidée par la Convention le 4 février n'ait pu entrer en vigueur.

Rochambeau s'enferme avec quelques hommes dans les forts de la République et de la Convention. Résolu à se défendre, il repousse les ultimatums des Britanniques et soutient un siège de 43 jours. Le 23 mars 1794, Rochambeau et ses hommes sortent de leur fort et reçoivent les honneurs de la guerre. Rochambeau gagne les États-Unis et Philadelphie où il a gardé des amis. En réalité, Donatien de Rochambeau a été fait prisonnier par les Anglais et il sera échangé durant l'été 1795 grâce à l'entremise de Christophe Potter, contre le général anglais O'Hara que Rochambeau père avait vaincu lors du siège de Yorktown et qui se trouvait à la suite de la reprise de Toulon, emprisonné à Paris au Luxembourg puis à Chantilly.
,.
Il y reste un an et demi à Philadelphie, jusqu'à ce qu'il obtienne un laissez-passer de l'ambassadeur de France le 30 octobre 1795. Il embarque à New-York le 23 novembre 1795 sur le navire américain Ocean, capitaine Vredemburgh et débarque au Havre le 21 décembre. Il a fait le voyage avec quelques passagers : Ricard, gouverneur de Sainte-Lucie, Dannery, consul de la République française à Boston, Nicolas Baudin (futur découvreur d'une partie des côtes australiennes, cousin de Marie-Étienne Peltier), Jean-Baptiste Rivière de La Souchère, député des colons réfugiés aux États-Unis, etc. Rochambeau est plus tard affecté à l'armée d'Italie, puis au Portugal sous les ordres du général Leclerc en 1801, au commandement militaire de la république de Ligurie.

### L'expédition de Saint-Domingue

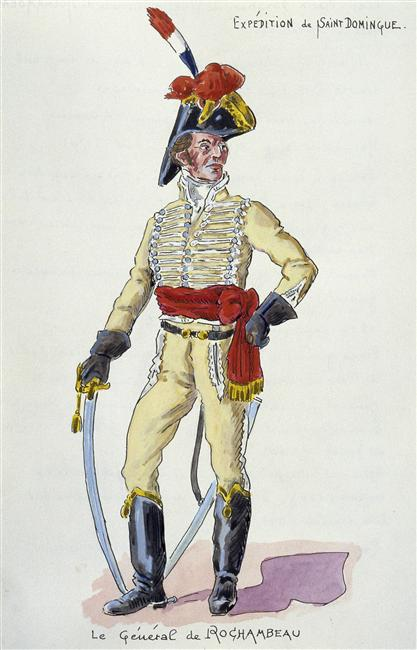
Expédition de Saint-Domingue - Le général de Rochambeau, illustration d'Henri Boisselier.

Fin 1801, il est nommé second du général Charles Leclerc pour l'expédition de Saint-Domingue chargée par Napoléon Bonaparte de reconquérir la colonie, dont les esclaves se sont rebellés pour leur liberté et ont proclamé l'abolition en 1793.

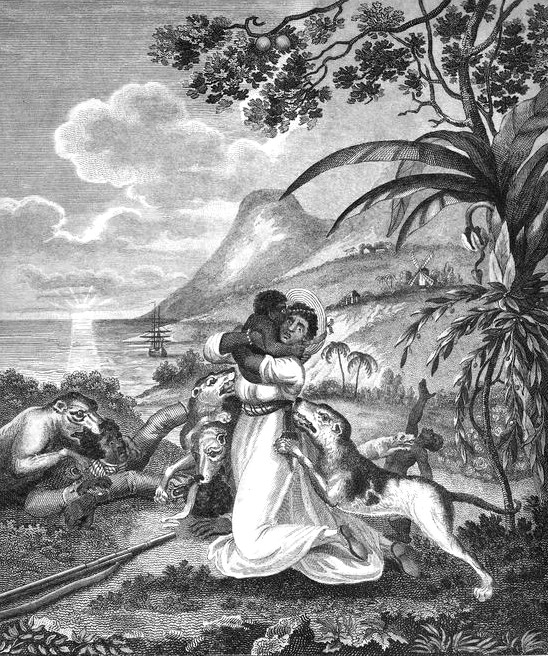
Dogues de Cuba utilisés contre les insurgés.

Après la mort de Leclerc atteint par la fièvre jaune, il prend le commandement de l'armée et « met en place une politique de terreur, qui est aussi une politique du massacre organisé ». Pour réprimer la révolte, Rochambeau et son prédécesseur Leclerc avaient fait venir de Cuba des chiens (conduits par le vicomte de Noailles). Ces chiens chasseurs d'esclaves, parfois appelés dogues de Cuba, utilisés dans les colonies ibériques pour retrouver les esclaves en fuite, avaient été brièvement utilisés par les Anglais lors de la révolte des esclaves de la Jamaïque (1795-1796), ce qui avait suscité une vague de réprobation. Les 300 ou 400 chiens que Rochambeau fit venir à Saint-Domingue ne lui furent d'aucun secours car ils attaquèrent indifféremment tous les blessés, Français aussi bien que rebelles et il fallut s'en débarrasser,. Le commandement de Rochambeau est également marqué par la corruption et l'incompétence. Le 18 novembre 1803, il perd la bataille de Vertières devant le général rebelle Jean-Jacques Dessalines.

### La captivité en Angleterre
En quittant Saint-Domingue, Rochambeau est capturé par les Britanniques et envoyé au Royaume-Uni en tant que prisonnier sur parole. Il est prisonnier pendant presque neuf années à Norman Cross (en) qu'il quitte le 8 décembre 1811. Échangé en 1811, il regagne le château familial, où il reprend la classification de la collection de cartes que son père avait commencée. Il enrichit également les collections avec de nouvelles acquisitions, concernant en particulier les campagnes militaires de son fils, Auguste-Philippe Donatien de Vimeur, qui sert comme aide de camp de Joachim Murat et participe avec la cavalerie de Murat à la campagne de Russie en 1812.

### La campagne d'Allemagne (1813)
Remis en activité le 7 janvier 1813, il commande la 4e division d'observation de l'Elbe sous le général Lauriston, il s'y couvre de gloire et est fait baron de l'Empire le 18 juin 1813. Officier de la Légion d'honneur le 25 septembre 1813 , il est blessé au combat à Eichberg et est vainqueur à Siebenecken.
Mortellement touché près du village de Prostheyda le 16 octobre 1813, lors de la bataille des Nations, il meurt quatre jours plus tard à Leipzig, à l'âge de 58 ans.

## Famille

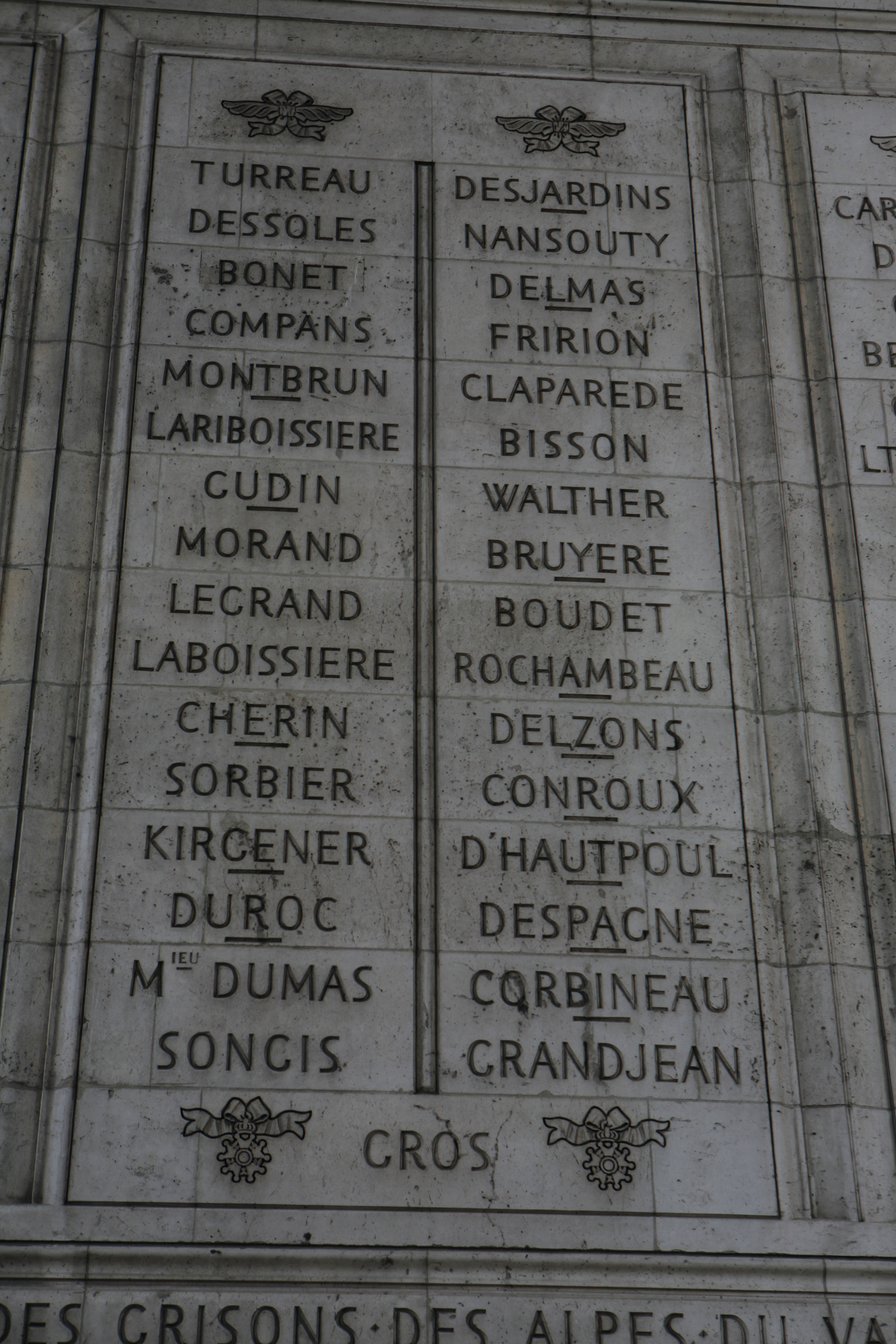
Noms gravés sous l'arc de triomphe de l'Étoile : pilier Est, 15e et 16e colonnes

Il a trois enfants avec Marie Françoise Eléonore de Harville de Trainel, fille de Claude Jouvenel de Harville des Ursins, marquis de Trainel, et petite-fille de Thomas Goyon de Matignon :
- Augustine-Eléonore née le 8 décembre 1783, qui épouse en premières noces Victor Emmanuel de Merle (1770-1842), comte de La Gorce. Veuve, elle se remarie le 15 juin 1843 avec son cousin germain, le marquis Alexandre Armand de Chasteigner du Rouvre (1785-1867). Morte en 1859.
- Constance-Thérèse née le 27 novembre 1784, morte le 14 décembre 1866 qui épouse Alexandre de Valon du Boucheron, comte d'Ambrugeac
- Philippe-Auguste, né le 26 janvier 1787, marquis de Rochambeau, pair de France, mort le 3 février 1867 qui épouse : Elisa de Roques de Clausonnette, morte le 14 août 1868.

Les papiers personnels de Donatien-Marie-Joseph de Vimeur, comte de Rochambeau notamment ceux relatifs à son expédition de Saint-Domingue sont conservés aux Archives nationales sous la cote 135AP.